# جیمزتاون (کنتاکی)
جیمزتاون (به انگلیسی: Jamestown) شهری در ایالت کنتاکی کشور ایالات متحده آمریکا است که جمعیت آن در سرشماری سال ۲۰۱۰ میلادی، ۱٬۷۹۴ نفر بوده‌است.